# West Walton
West Walton es una localidad situada en el condado de Norfolk, en Inglaterra (Reino Unido), con una población estimada a mediados de 2016 de 687 habitantes.
Se encuentra ubicada al noreste de la región Este de Inglaterra, cerca de la ciudad de Norwich —la capital del condado— y de la costa del mar del Norte.